# Ügygondnok
Az ügygondnok olyan személy, akit polgári ügyben eljáró bíróság vagy közigazgatási szerv rendel ki a törvény által meghatározott, kivételes esetben valamely fél képviseletére; továbbá a bíróság, az ügyészség, illetve a nyomozó hatóság büntetőügyben. (Nem azonos a büntetőügyben kirendelt védő fogalmával.)

## Az ügygondnok kirendelésének esetei

### Polgári eljárásjog
A hatályos Polgári perrendtartás 76.§. alapján az alábbi esetekben van helye ügygondnok kirendelésének:
- a cselekvőképtelen félnek nincs törvényes képviselője
- az ismeretlen helyen tartózkodó félnek nincs sem törvényes képviselője, sem meghatalmazottja (pl. keresetlevelet kell hirdetményi úton kézbesíteni)
- a nem természetes személy félnek nincs törvényes képviselője
- kérelemre vagy hivatalból, ha  az eljárás félbeszakadása vagy annak túlságosan hosszú tartama valamelyik fél vagy a kirendelt szakértő méltányos érdekeit sértené
- személyi állapotot érintő perekben, ha a félnek nincs perbeli cselekvőképessége, és közte, valamint a törvényes képviselője között érdekellentét áll fenn
- gondnokság alá helyezési perekben az alperes részére
- előzetes jognyilatkozat felülvizsgálata iránti perben a gondnokolt részére
- indokolt esetben szülői felügyelettel kapcsolatos perekben a kiskorú részére, ha meghallgatására kerül sor érdekeltként
- ha érdekellentét áll fenn nem természetes személy fél és annak törvényes képviselője, mint ellenérdekű fél között

A bíróság az ügygondnokot - törvény eltérő rendelkezése hiányában - az ellenfél kérelmére rendeli ki. A bíróság ügygondnokként ügyvédet vagy ügyvédi irodát rendelhet ki. Az ügygondnokot a perben a per vitelére a meghatalmazott jogállása illeti meg, de a bíróság külön felhatalmazása nélkül peres pénzt vagy dolgot nem vehet át, valamint egyezséget nem köthet, jogot nem ismerhet el és jogról nem mondhat le, kivéve, ha ezáltal az általa képviselt felet nyilvánvaló károsodástól óvja meg.
Az ügygondnok kirendelésének a hatálya kiterjed a per egész tartamára, ideértve a perorvoslati eljárásokat is, valamint a végrehajtási eljárásra, ideértve az annak során, azzal összefüggésben indított pereket is. Ha az ügygondnok kirendelésére okot adó körülmény az eljárás folyamán megszűnik, a bíróság az ügygondnokot a kirendelés alól felmenti.
Az ügygondnok tevékenysége alapján jogszabályban meghatározott díjazásra jogosult.

### Közigazgatási hatósági eljárás
A hatályos Általános Közigazgatási Rendtartás 13.§. alapján a természetes személy ügyfél részére, akinek nincs képviselője és ismeretlen helyen tartózkodik, vagy nem tud az ügyben eljárni,ügygondnokot kell kirendelni. Továbbá ha hirdetményi közlésnek lenne helye, és a döntés az ügyfél számára kötelezettséget állapít meg, vagy alapvető jogát vonja el vagy korlátozza, a döntés közlésének megkísérlése érdekében kézbesítési ügygondnok rendelhető ki, aki gondoskodik az ügyfél tartózkodási helyének megállapításáról és a döntés kézbesítéséről. Ha a kézbesítési ügygondnok nem járt sikerrel, a döntést azon a napon kell kézbesítettnek tekinteni, amikor a kézbesítés sikertelenségét a kézbesítési ügygondnok az őt kirendelő hatóságnak bejelenti, de legkésőbb a kirendeléstől számított tizenötödik napon. Sikeres kézbesítés esetén a kézbesítési ügygondnok a sikeres kézbesítés napjáról és az ügyfél tartózkodási helyéről haladéktalanul értesíti az őt kirendelő hatóságot.

### Végrehajtási eljárás
A polgári eljárásjogi szabályok szerint kirendelt ügygondnok mellett helye van még akkor is, ha az adósnak van lefoglalható vagyontárgya, de az adós
- lakóhelye vagy tartózkodási helye ismeretlen
- külföldön lakik, vagy hosszabb ideig ott tartózkodik
- meghalt, és jogutóda ismeretlen.
- a végrehajtó a végrehajtás foganatosításakor szerzett tudomást az adós haláláról, és az adós hagyatékában végrehajtás alá vonható vagyontárgy van
- ha az adós cégnek van lefoglalható vagyontárgya, de a cégbíróság az eljárás során a céget hivatalból törölte a cégjegyzékből, a végrehajtást kérő kérelmére és az ügygondnok költségeinek megelőlegezését követően

Ha az adósnak van képviselője, nincs szükség ügygondnokra.

### Büntetőeljárásjog
A hatályos büntetőeljárási törvény 73.§. alapján akkor van helye ügygondnok kirendelésének, ha
- a törvényes képviselő a bűncselekményt az általa képviselt terhelttel együtt követte el
- a törvényes képviselő érdekei az általa képviselt személy érdekeivel ellentétesek
- a fiatalkorú terheltnek, illetve a polgári jog szabályai szerint teljes cselekvőképességgel nem rendelkező sértettnek, vagyoni érdekeltnek vagy egyéb érdekeltnek nincs törvényes képviselője vagy a törvényes képviselő személye nem állapítható meg
- a törvényes képviselő a jogainak gyakorlásában akadályozva van, vagy
- az őt érintő eljárási cselekmény időpontjában ismeretlen helyen tartózkodó sértettnek, vagyoni érdekeltnek vagy egyéb érdekeltnek nincs sem törvényes képviselője, sem meghatalmazott képviselője.
- bűncselekménnyel összefüggő vagyon, dolog, adat felkutatása során, ha a vagyoni érdekelt ismeretlen, ismeretlen helyen tartózkodik, vagy a magyar nyelvet nem ismeri

Ügygondnokként ügyvéd vagy ügyvédi iroda rendelhető ki. Ha az ügygondnok kirendelésére okot adó körülmény az eljárás folyamán megszűnik, a bíróság, az ügyészség, illetve a nyomozó hatóság az ügygondnokot a kirendelés alól felmenti. Az ügygondnok a képviselt személy e törvényben biztosított jogáról nem mondhat le, közvetítői eljáráshoz, magatartási szabály vagy kötelezettség előírásához nem járulhat hozzá, kivéve, ha ezzel az általa képviselt személyt nyilvánvaló károsodástól óvja meg.

## Az ügygondnok szerepe
Az ügygondnok úgy jár el, mintha a fél hatalmazta volna meg. Megkísérelheti például a kézbesítést az ismeretlen helyen tartózkodó fél számára (kézbesítési megbízott), adott esetben a fél helyett jognyilatkozatot tehet.